# Tschechoslowakische Verfassung von 1948
Die Tschechoslowakische Verfassung von 1948 war die zweite Verfassung in der Geschichte der Tschechoslowakei. Sie wurde von der verfassunggebenden Versammlung am 9. Mai 1948, gut zwei Monate nach dem kommunistischen Februarumsturz, unterzeichnet und wird deshalb auch Verfassung des 9. Mai genannt. Sie ersetzte die Verfassung von 1920 und war bis 1960 in Kraft, als sie durch eine neue Verfassung ersetzt wurde.
Die Verfassung des 9. Mai besteht aus zwölf Grundartikeln, gefolgt von Einzelbestimmungen, die ihrerseits zwölf Kapitel mit 178 Paragraphen enthalten. Edvard Beneš lehnte diese Verfassung wegen ihres volksdemokratischen Charakters ab, verweigerte seine Unterschrift und trat infolgedessen von seinem Amt als Staatspräsident zurück.

## Zum Inhalt
Die Präambel trägt den Titel Deklaration und beginnt mit der Absichtserklärung, „unseren befreiten Staat als Volksdemokratie aufzubauen, die uns den friedlichen Weg zum Sozialismus sichert.“
Im Gegensatz zu den meisten kommunistischen Verfassungen wurde in der Verfassung des 9. Mai das Amt des Staatspräsidenten beibehalten und nicht durch ein kollektives Organ wie beispielsweise das Präsidium des Obersten Sowjets ersetzt. Paragraph 3 der Einzelbestimmungen gewährleistet den Schutz vor willkürlicher Verhaftung. Andererseits wurden die Garantien der Bürgerrechte durch die Bestimmungen von Paragraph 24 praktisch ausgehebelt. Dieser garantiert Versammlungsfreiheit und Vereinigungsfreiheit, „sofern dadurch nicht die volksdemokratische Ordnung oder die öffentliche Ruhe und Ordnung bedroht werden.“ Im Kapitel „Meinungsfreiheit und Schutz der Kulturgüter“ wurde zwar die Pressefreiheit gewährleistet, allerdings blieb das Recht zur Herstellung und Verbreitung von Filmen sowie der Rundfunk- und Fernsehbetrieb dem Staat vorbehalten.
Der Slowakei wurde (anders als in der Verfassung von 1920) eine gewisse Autonomie in Form einer eigenen Regierung zugestanden, unter der Bezeichnung „Beauftragtenkollegium“ (slowakisch Zbor povereníkov, tschechisch Sbor pověřenců).

## Rezeption
Mit dem Inkrafttreten der tschechoslowakischen Verfassung von 1948 fand eine Entwicklung ihren vorläufigen Abschluss, in deren Verlauf nicht nur der Verfassungsaufbau und die Verwaltungsorganisation der Tschechoslowakischen Republik grundlegend verändert, sondern darüber hinaus mittels Gesetzgebung auch einschneidende Veränderungen der Bevölkerungs- und Wirtschaftsstruktur des Staates eingeleitet und durchgeführt wurden.
Die tschechoslowakische Verfassungsgesetzgebung der Nachkriegszeit beruht auf einer Reihe von rechtlichen Aktionen, die zusammen mit den dahinterstehenden politischen Ideologien ein äußerst labiles Normensystem ergeben, das der systematischen wissenschaftlichen Durchforschung dadurch die größten Schwierigkeiten bereitet, dass die kritische Untersuchung eines Sachverhalts zumeist das ganze Gebäude zum Einsturz bringt oder doch recht fragwürdig erscheinen lässt.